# والتر شنايدر
والتر شنايدر هو سباح سويسري، ولد في 13 يونيو 1928.

## وصلات خارجية
- والتر شنايدر على موقع الاتحاد الدولي للسباحة (الإنجليزية)
- والتر شنايدر على موقع أوليمبيديا (الإنجليزية)